# Khanda

Het khanda-symbool

De khanda is een van de belangrijkste symbolen in het sikhisme. Het belang wordt weerspiegeld in het gebruik van het symbool op veel sikh-vlaggen.
Het symbool is opgebouwd uit drie soorten wapens die in de tijd van Goeroe Gobind Singh werden gebruikt:
- een khanda, een aan twee kanten snijdend zwaard, in het midden van het symbool
- een chakar, een cirkelvormig, middeleeuws werpwapen
- twee kirpans (sabels)

De huidige vlag van Iran bevat een embleem dat uiterlijk veel lijkt op de khanda, maar dat niet refereert aan het sikhisme.